# Domnole du Mans
Domnole (lat. Domnolus) était évêque du Mans de 558 ou 559 à sa mort le 1er décembre 581 ; le bénédictin Jean Bondonnet, au XVIIe siècle, le qualifie de saint. Il est principalement connu pour son testament (573), contenu dans le cartulaire de l'abbaye Saint-Vincent du Mans.

## Biographie
Les principales sources sur la vie et le ministère de Domnole sont les Dix Livres d'Histoire de son contemporain Grégoire de Tours, et les chartes des Gesta Aldrici et Actus et une Vita Sancti Domnoli commandée à un auteur anonyme par l'évêque Hadoin du Mans († 654).
On ne sait rien de sa jeunesse : il apparaît primitivement comme abbé de la basilique Saint Laurent de Paris dans les années 550. Entré dans les grâces de Clotaire Ier en hébergeant ses agents dans son palais abbatial du faubourg Saint-Martin, il refuse l'évêché d'Avignon pendant un pèlerinage à l'abbaye Saint-Martin de Tours mais accepte Le Mans à la mort du roi de Paris (558), Childebert Ier, dont les terres venaient d'être annexées au royaume de Soissons de Clotaire. 
Domnole est crédité de plusieurs miracles dans sa Vita : il aurait redonné la vue à un aveugle, guérit un prêtre paralytique et divers modestes habitants en Maine ou en d'Anjou, enfants ou adulte. Il s'oppose également aux prédations de grands propriétaires voisins, qui convoitent les terres épiscopales.
Ami de Germain de Paris, il fonde l'abbaye Saint-Vincent du Mans vers 572 en hommage à l'abbaye royale Saint-Vincent de Paris (actuelle Saint-Germain-des-Prés), fondée par Germain. Ce grand bâtisseur fonde aussi un xenodochium et divers prieurés (notamment Saint-Pavin-des-Champs) dans la région mancelle, souscrit au concile de Tours de 567 et accueille les épouses répudiées de Chilpéric Ier comme Audovère.
Bondonnet affirme qu'il serait mort d'une gravelle, à un âge inconnu. Il a le temps de célébrer dans sa basilique un de ses prédécesseurs qu'il prend comme protecteur personnel, Victeur, le 1er septembre 581, en compagnie de l'évêque d'Angers Audovée,.

## Le testament
On conserve dans le cartulaire de Saint-Vincent le testament (6 mars 573) de l'évêque, procédant à de nombreuses donations pour les établissements dont il était le fondateur, l'abbaye Saint-Vincent en tête. Il n'est pas rare, au haut Moyen-Âge, d'établir un testament longtemps avant sa mort (c'est ce que fit Bertrand du Mans, un des successeurs les mieux connus de Domnole).

### Extrait introductif du testament
« Venerabili ecclesie Cenomannice clero, Domnulus episcopus. Congruum nobis fuit, ut votum desiderabile in charitatis vestre noticiam poneremus, quia, si consensus vester desiderium cordis nostri et decreta annexuerit [...] »
« L'évêque Domnulus au clerc vénérable de l'Église mancelle. Il nous a semblé bon de porter à l'attention de votre bonté un vœu nécessaire, puisque, si votre volonté de concorde lie le désir de notre cœur et nos délibérations [...] »